# Альфамен
Альфамен (ісп. Alfamén) — муніципалітет в Іспанії, у складі автономної спільноти Арагон, у провінції Сарагоса. Населення — 1509 осіб (2010).
Муніципалітет розташований на відстані близько 240 км на північний схід від Мадрида, 38 км на південний захід від Сарагоси.

## Демографія
Динаміка населення (INE ):